# Friedrich Wilhelm Martin Philippi
Friedrich Wilhelm Martin Philippi (* 3. November 1843 in Dorpat (Estland); † 6. März 1905 in Rostock) war ein deutscher Philologe und Professor der orientalischen Sprachen (Semitisch und Hebräisch).

## Leben
Philippis Vater war Friedrich Adolf Philippi, Professor für Theologie an der Universität Rostock. Nach dem Besuch der Großen Stadtschule in Rostock studierte er als Fritz Philippi ab 1862 Theologie an den Universitäten Rostock, Berlin und Leipzig. Nach der Promotion an der Universität Rostock 1866 zum Dr. phil. und 1867 zum Lic. theol. habilitierte er 1870 zum Dr. phil. habil. (Philosophische Fakultät, Fachgebiet: semitische Sprachen und Literatur).
1870–1874 war Philippi Privatdozent der orientalischen Sprachen und 1874–1879 als außerordentlicher Professor der orientalischen Sprachen an der Universität Rostock. Zum ordentlichen Professor der orientalischen Sprachen wurde er 1879 ernannt. Ab 1903 war er von der Lehre wegen Krankheit beurlaubt.
Friedrich Philippi war seit 1873 verheiratet mit Wilhelmine, geb. Kollmann, einer Schwester von Albert Kollmann. Seine Brüder waren Dr. Friedrich Adolf Ferdinand Philippi (* 1. März 1840 in Berlin, † 8. Juli 1890 in Hohenkirchen), Lehrer in Schwerin, Pfarrverweser in Gorschendorf (bei Neukalen) und von 1871 bis 1890 Pastor in Hohenkirchen (bei Wismar). Sein jüngerer Bruder  Otto Ludwig Philippi (* 11. März 1845 in Dorpat, † nach 1900) studierte ebenfalls in Rostock und promovierte nach dem Studium zum Dr. jur. In Eldena-Grabow war er Amtshauptmann (Landrat).

## Werke
- Wesen und Ursprung des Status Constructus im Hebräischen. Ein Beitrag zur Nominalflexion im Semitischen überhaupt. Habilitationsschrift, Universität Rostock 1870.
- Das Zahlwort Zwei im Semitischen. (Sonderabdruck aus der Zeitschrift der Deutschen Morgenländischen Gesellschaft, Leipzig 1878).
- Der Grundstamm des starken Verbums im Semitischen und sein Verhältniss zur Wurzel. Ein Beitrag zur vergleichenden Grammatik der semitischen Sprachen. Leipzig 1875.